# Eukoenenia siamensis
Espèce
Synonymes
- Koenenia siamensis Hansen, 1901

Eukoenenia siamensis est une espèce de palpigrades de la famille des Eukoeneniidae.

## Distribution
Cette espèce est endémique de Thaïlande. Elle se rencontre sur Ko Chang.

## Description
La femelle holotype mesure 1 mm.

## Étymologie
Son nom d'espèce, composé de siam et du suffixe latin -ensis, « qui vit dans, qui habite », lui a été donné en référence au lieu de sa découverte, le Siam.

## Publication originale
- Hansen, 1901 : On six species of Koenenia, with remarks on the order Palpigradi. Entomologisk Tidskrift, vol. 22, p. 193–240 (texte intégral).